# Oshin av Armenien
Oshin av Armenien, död 1320, var regerande kung av Armenien 1307-1320. 